# Смолев, Николай Михайлович
Николай Михайлович Смолев (2 февраля 1930, Видновка, Средневолжский край — 23 января 2011, Самара, Россия) — советский футболист, тренер.

## Биография
В 10 лет вместе с семьей переехал в Куйбышев. Жил в деревянном бараке на улице Молодогвардейская. В 12 лет освоил сапожное ремесло. Футболом начал заниматься в детской секции «Спартак» у Ивана Васильевича Ширяева.
В 1951—1953 проходил службу в Германии в войсках МВД, играл на первенстве ВС. После армии попал в куйбышевкие «Крылья Советов». После двух сезонов в дубле переехал в Воронеж, где играли знакомые по Куйбышеву Борис Цутранис, Федор Бондаренко, Григорий Горностаев. В 1956—1957 годах играл в Первой лиге за Команду города Воронеж. В 1958 году «Крылья» возглавил Александр Абрамов, который пригласил Смолева в основной состав. В нём он дебютировал в домашнем матче против московского «Спартака». С 1959 года работал тренером в куйбышевском «Металлурге». В 1970 году, после реформирования «Металлурга» перешёл в «Крылья Советов» помощником к Всеволоду Блинкову. В 1972—1973 годах работал тренером куйбышевского СКА. В 1973—1980 годах — тренер юношеской команды «Металл» по футболу и хоккею. Николай Смолев воспитал нескольких игроков «Крыльев Советов» (Анатолий Юдин, Николай Щукин). Похоронен на кладбище «Рубежное» в Самаре.